# Wilfried Neuschäfer
Wilfried Neuschäfer (* 8. September 1970 in Delbrück) ist ein ehemaliger deutscher Fußballspieler.

## Werdegang
Der Mittelfeldspieler Wilfried Neuschäfer begann seine Karriere beim Delbrücker SC und wechselte später zum TuS Paderborn-Neuhaus. Im Sommer 1990 wechselte er zum Zweitligaaufsteiger 1. FC Schweinfurt 05 und gab sein Profidebüt am 18. Juli 1990 bei der 0:3-Niederlage der Schweinfurter gegen den VfL Osnabrück. Am Saisonende stieg Schweinfurt ab und Neuschäfer wechselte zu Fortuna Köln. In Köln kam er nur noch unregelmäßig zum Einsatz und wechselte 1993 für ein Jahr zum Lokalrivalen 1. FC Köln. 1994 folgte der Wechsel zum Oberligisten FC Gütersloh, mit dem Neuschäfer zweimal in Folge aufstieg. Ab 1996 ließ er seine Karriere beim SC Verl ausklingen. Wilfried Neuschäfer absolvierte insgesamt 44 Zweitligaspiele, in denen er ein Tor erzielte. Nach seiner Spielerkarriere wirkte Neuschäfer von 2004 bis 2008 beim Delbrücker SC als Co- bzw. Torwarttrainer, bevor er Trainer des Vereins SuS Westenholz wurde.